# 大久保村 (新潟県)
大久保村（おおくぼむら）は、かつて新潟県北蒲原郡にあった村。1901年11月1日の合併によって消滅し、現在は新潟市北区の一部となっている。
以下の記述は合併直前当時の旧大久保村に関しての記述であり、現在では名称等が異なる場合がある。なお、ここに記述されていない内容に関しては新潟市などの記事を参照。

## 沿革
- 1889年（明治22年）4月1日 - 町村制施行に伴い北蒲原郡大久保新田、太子堂村が合併し、大久保村が発足。村役場は大久保新田に設置[2]。
- 1901年（明治34年）11月1日 - 北蒲原郡三森村、越岡村と合併し、岡方村となり消滅。

## 地域
大久保村は、合併した村名を継承する以下の大字で構成される。
大久保（おおくぼ）

1889年（明治22年）まであった大久保新田の区域。現在の新潟市北区大久保および大瀬柳の一部。
太子堂（たいしどう）

1889年（明治22年）まであった太子堂村の区域。現在の新潟市北区太子堂。